# Gegeneophis ramaswamii
Espèce
Statut de conservation UICN

 LC  : Préoccupation mineure
Gegeneophis ramaswamii est une espèce de gymnophiones de la famille des Indotyphlidae.

## Description
Les individus de cette espèces peuvent atteindre une longueur de 340 mm. Le corps de l’animal est généralement gris sur le dos et gris plus clair au niveau de l'abdomen. Ses yeux sont invisibles.

## Répartition
Cette espèce est endémique des monts des Cardamomes en Inde. Elle se rencontre jusqu'à 900 m d'altitude :
- dans les districts de Thiruvananthapuram et de Kollam dans l'État du Kerala ;
- dans le district de Kanniyakumari dans l'État du Tamil Nadu.

## Étymologie
Cette espèce est nommée en l'honneur de L. S. Ramaswami.

## Publication originale
- Taylor, 1964 : A new species of caecilian from India (Amphibia, Gymnophiona). Senckenbergiana Biologica, vol. 45, p. 227-231.